# Pomnik Macieja Miechowity w Krakowie

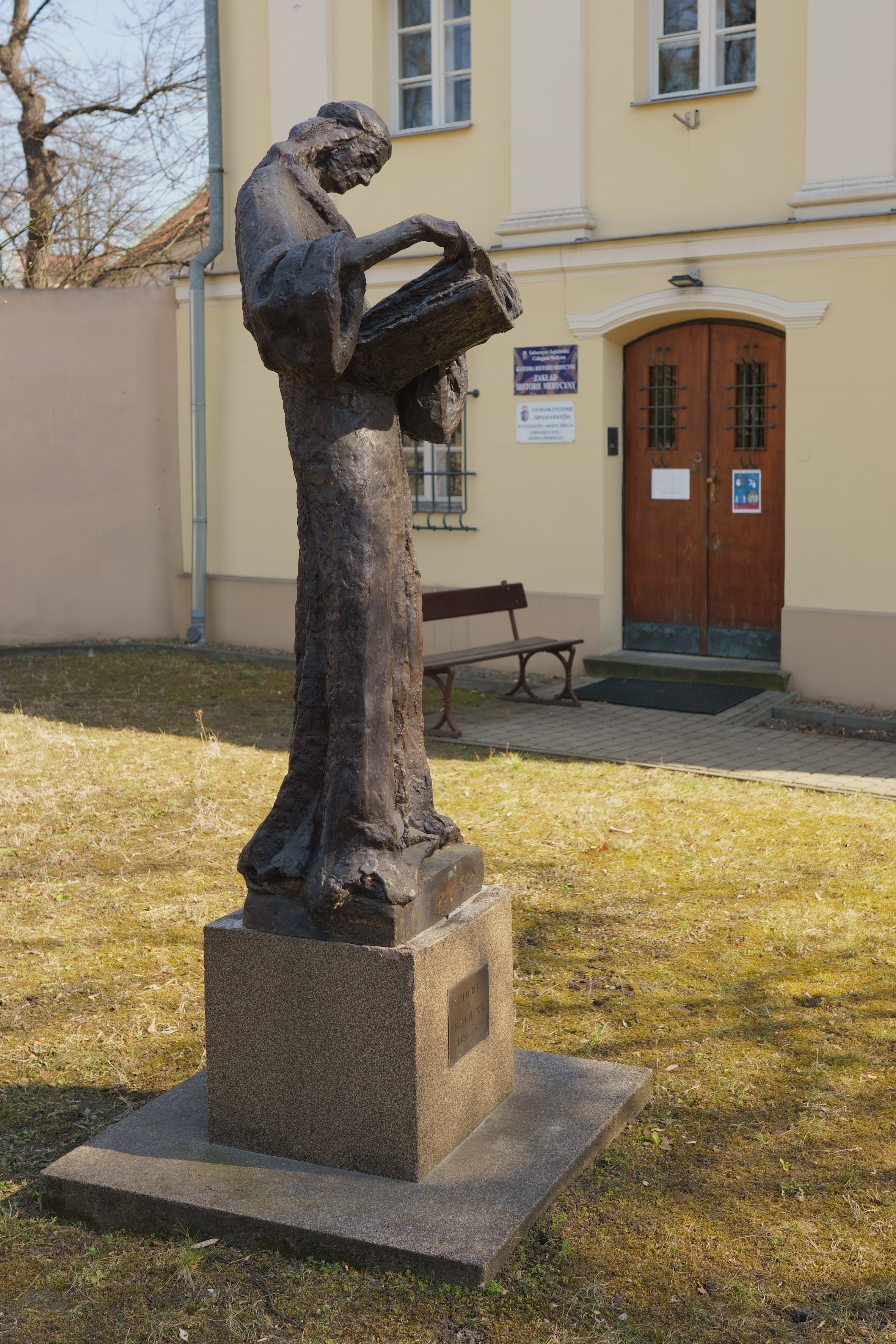
Nowy pomnik Macieja Miechowity w brązie

Pomnik Macieja Miechowity – pomnik znajdujący się w Krakowie w Dzielnicy I Stare Miasto przy ul. Kopernika 7, na skwerku przed budynkiem Katedry Historii Medycyny Collegium Medicum Uniwersytetu Jagiellońskiego.
Pomnikiem tym uczczono pamięć Macieja Karpigi znanego także jako Maciej z Miechowa lub Miechowita, który zamieszkiwał w Krakowie przy ulicy Szewskiej 24, którego postać nierozerwalnie złączona jest z początkami polskiej medycyny. Żył w latach 1457–1523. Był prawdziwie renesansową postacią: lekarzem, historykiem, geografem, profesorem Akademii Krakowskiej, kanonikiem krakowskim, alchemikiem i astrologiem, od 1523 radnym miasta Krakowa.
Pomnik jest dziełem Marka Maślańca, odsłonięty został w listopadzie 2004 roku, a powstał staraniem prof. Zdzisława Gajdy, byłego kierownika Katedry Historii Medycyny CM UJ.
Pomnik wykonany był ze sztucznego kamienia, czynniki atmosferyczne przyczyniły się do jego znacznego uszkodzenia. Z inicjatywy Stowarzyszenia Absolwentów Wydziałów Medycznych UJ powstał nowy pomnik Macieja z Miechowa w brązie. Odlew wykonała firma Odlewnia Artystyczna Brązy Polskie sp. z o.o.
 22.10.2021 roku prof. dr hab. Ryszard Gryglewski, kierownik Katedry Historii Medycyny UJ CM odsłonił go przy ulicy Kopernika7, w miejscu poprzedniego.